# Anua reducta
Anua reducta är en fjärilsart som beskrevs av Paul Mabille 1880. Anua reducta ingår i släktet Anua och familjen nattflyn. Inga underarter finns listade i Catalogue of Life.